# هلنه فیشر
هلنه فیشر (به آلمانی: Helene Fischer) (زاده ۵ اوت ۱۹۸۴ در شهر کراسنویارسک در شوروی پیشین) خواننده و بازیگر برنامه‌های نمایشی اهل آلمان است. وی از زمان نخستین اجرای خود در سال ۲۰۰۵ تاکنون برنده جوایز متعددی شده‌است که شامل چهار جایزه اکو و پنج جایزه «تاج موسیقی محلی» آلمان می‌شود. هلنه فیشر دست‌کم ۲٬۹۰۵٬۰۰۰ آلبوم به فروش رسانده‌است.

## پیشینه
هلنه فیشر در کراسنویارسک روسیه به عنوان فرزند دوم از زوج آلمانی - روسی ماری و پیتر فیشر زاده شد. در سال ۱۹۸۸ خانواده او به وولشتاین در ایالت راینلاند-فالتز آلمان کوچ کرد. پس از دبیرستان فیشر برای سه سال در دانشکده موسیقی فرانکفورت در رشته موسیقی و صحنه تحصیل کرد.
او از همان زمان تحصیل در تئاترهای گوناگون ایفای نقش می‌کرد و برای نخستین بار در ماه مه سال ۲۰۰۵ در برنامه‌ای تلویزیونی به نام «جشن عروسی موسیقی محلی» شبکه «آ.ار.د» آلمان حضور پیدا کرد. هلنه فیشر اولین آلبوم خود را به نام «از اینجا تا بینهایت» در سال ۲۰۰۶ به بازار آورد.
در تاریخ هفتم ماه ژانویه سال ۲۰۱۲ او موفق شد برای پنجمین بار به عنوان بهترین خواننده در آلمان جایزه «تاج موسیقی محلی» را به دست آورد.

## آهنگ‌شناسی

### آلبوم‌ها
- Von hier bis unendlich [از اینجا تا بینهایت]
- So nah wie du [آن‌قدر که تو نزدیکی]
- Zaubermond [دهان جادو]
- So wie ich bin [آن‌طور که هستم]
- Best of [بهترین‌ها]

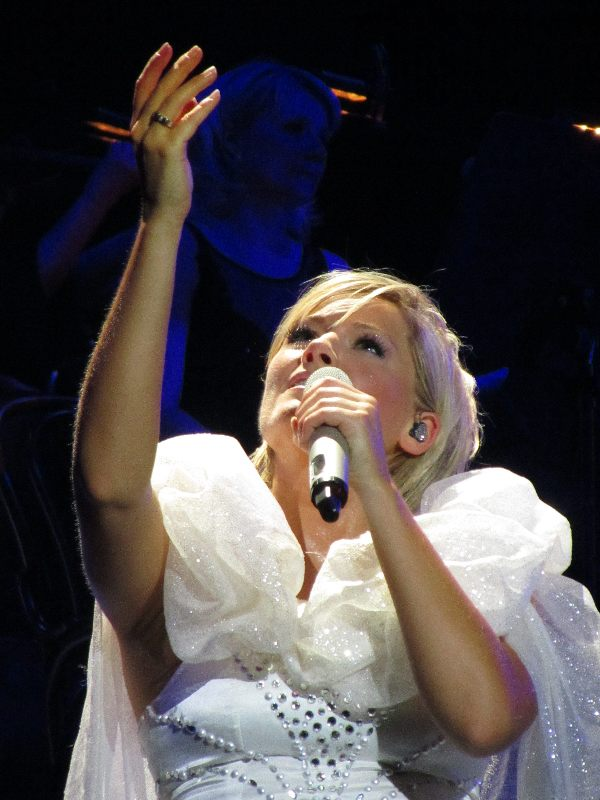
در تالار شهر وین، مه ۲۰۱۱.

- Best Of Helene Fischer Live - So wie ich bin [بهترین‌های هلنه فیشر، زنده - آن‌طور که هستم]
- Best of – Der ultimative Dance-Mix [بهترین‌ها - تلفیق برتر برای رقص]
- Für einen Tag [برای یک روز]

### تک‌آهنگ‌ها
- 01/2006 Feuer am Horizont (آتشی در افق)
- 04/2006 Von hier bis unendlich (از اینجا تا بینهایت)
- 07/2006 Und morgen früh küss' ich dich wach (و فردا صبح تو را با بوسه بیدارت کنم)
- 11/2006 Im Reigen der Gefühle (در صفوف احساسات)
- 05/2007 Mitten im Paradies (در میانه بهشت)
- 08/2007 Du fängst mich auf und lässt mich fliegen (مرا می‌گیری و به پرواز در می‌آوری)
- 10/2007 Du hast mein Herz berührt (قلبم تو را حس کرد)
- 02/2008 Ich glaub' dir hundert Lügen (هر صد دروغت را باور می‌کنم)
- 2008: Mal ganz ehrlich (روراست باش)
- 2008: Lass mich in dein Leben (بگذار به زندگی‌ات وارد شوم)
- 2008: Ich geb’ nie auf (دست‌بردار نیستم)
- 2009: Ich will immer wieder... dieses Fieber spür'n (می‌خواهم برای همیشه دنبال این تب بروم)
- 2009: Vergeben, vergessen und wieder vertrauen (ببخش و فراموش کن، اعتمادی دوباره کن)
- 2009: Du lässt mich sein, so wie ich bin (با تو که هستم، خودم هستم)
- 2010: Hundert Prozent (صد در صد)
- 2010: Nicht von dieser Welt (از جهان دیگری است)
- 2010: Von Null auf Sehnsucht (از صفر تا اشتیاق)
- 2010: Manchmal kommt die Liebe einfach so (نسخه ۲۰۱۰) (گاهی عشق خودش می‌آید)
- 10/2011: Phänomen (پدیده)

### دی‌وی‌دی
- So nah so fern (به این نزدیکی و چنین دور)
- Mut zum Gefühl (شجاعتِ احساس)
- Zaubermond - زنده (دهان جادو)
- So wie ich bin – Live (آن‌طور که هستم - زنده)
- Live-Helene Fischer zum ersten Mal mit Band und Orchester (هلنه فیشر، اجرای زنده برای اولین بار با گروه و ارکستر)